# Ludwig Altig
Ludwig Altig (* 1. September 1926; † 28. Oktober 2003) war ein deutscher Fußballspieler.

## Werdegang
Ludwig Altig begann seine Karriere im Jahre 1939 beim VfR Mannheim. Ende des Jahres 1946 rückte er in der Saison 1946/47 in den Kader der ersten Mannschaft auf, die in der seinerzeit erstklassigen Oberliga Süd spielte und den 12. Platz belegte. In seiner zweiten Oberligarunde 1947/48 verbesserten sich die Rasenspieler auf den achten Rang und Altig gehörte mit 37 Ligaeinsätzen und vier Toren wie auch Rudolf de la Vigne (36-21) zu den Stammspielern des VfR. Als die Blau-Weiß-Roten in der Saison 1948/49 die Vizemeisterschaft in der Oberliga Süd unter Trainer „Bumbes“ Schmidt erringen konnten, absolvierte Altig 16 Ligaspiele und erzielte zwei Tore. Beim alles überragenden Triumph in der Endrunde um die deutsche Fußballmeisterschaft kam er aber nicht zum Einsatz. Bis 1950 absolvierte Altig 82 Oberligaspiele für Mannheim und erzielte dabei elf Tore. Danach ließ er seine Karriere beim FC Lübbecke ausklingen.